# Jacob Templar
Jacob Templar (Wagga Wagga, 30 ottobre 1992) è un ex giocatore di football americano australiano che ha giocato nel ruolo di punter.
Il primo sport in cui si è cimentato è stato il football australiano; nel 2014 ha deciso di passare al football americano, provando ad ottenere una borsa di studio sportiva al Golden West College, un community college californiano. Non avendola ricevuta è tornato in patria, dove ha giocato per due anni nei Bayside Ravens di Brisbane, per poi passare alla squadra universitaria australiana dei Griffith University Thunder.
Dopo l'università ha giocato con i tedeschi Dresden Monarchs per gli anni 2017 e 2018, per poi passare agli Hildesheim Invaders. Nella stagione 2021 ha firmato con la squadra professionistica tedesca dei Leipzig Kings.